# Авангард SLV-1
Авангард SLV-1 (англ. Vanguard SLV-1, Satellite Launch Vehicle 1) — пятый спутник серии  "Авангард" и первый полноразмерный, 20-дюймовый, несущий научное оборудование. Запуск прошёл неудачно: вторая ступень закончила работу нештатно, и третья ступень запустилась в неверном направлении.